# Thomisus dhakuriensis
Thomisus dhakuriensis är en spindelart som beskrevs av Benoy Krishna Tikader 1960. Thomisus dhakuriensis ingår i släktet Thomisus och familjen krabbspindlar. Inga underarter finns listade i Catalogue of Life.